# Српска мафија
Српска мафија је назив који се користи за разне криминалне организације из Србије или које су састављене од особа српске националности у српској дијаспори. Криминалне организације су првенствено укључене у пљачке, кријумчарење, трговина оружјем, трговина дрогом, трговина људима, трговина цигаретама и марихуаном, заштитне рекете и илегално коцкање. Мафију чине тајне и криминалне организоване групе, које имају повезане мреже широм света.

## Историја
Кум српске мафије 80их је био Љубомир Магаш, у јавности познат под надимком као „Љуба Земунац”. Један од најопаснијих момака београдског асфалта, седамдесетих година 20. вијека је боравио у западној Европи Немачкој и Италији гдје се бавио пљачкама и изнудама. Осумњичен је за убиство Вељка Кривокапића 27. октобра 1978. у кафеу „Хауп трост” у Бечу. Убио га је Горан Вуковић звани „Мајмун” испред окружног суда у Франкфурту. Једна српска криминална група је деловала у Холандији: њен шеф је био Сретен Јоцић, надимак „Јоца Амстердам“, а најпознатији гангстери били су Вукашин Деспотовић и Дарио Ивишић, који су се бавили трговином дроге у Холандији. Шверцована је дрога из Колумбије увожене су велике количине кокаина, по којој је Јоца и добио надимак „холандски краљ кокаина“. Љубинко Бећировић „Дуја“ био је директни шеф Јоце, а сам Јоца се касније бавио трговином дроге и рекетом у Србији и Бугарској, користећи услуге криминалне групе Земунски клан, једне од најмоћнијих група у Београду. Живећи у Бугарској до хапшења 2002. године. Касније је „Јоца Амстердам“, 2008. био оптужен за убиство, бомбашко нападање аутомобила хрватских новинара Иве Пуканића и Нике Фрањића.
Кључном фигуром српског криминалног подземља сматра се Жељко Ражнатовић Аркан, који је 1970-их 1980-их извео низ пљачки на продавнице и банке у Белгији, Холандији, Шведској, Немачкој, Аустрији, Швајцарској и Италији, добио неколико затворских казни, али је побегао из затвора: за то време развио је јаке везе са другим српским криминалним групама. Деведесетих година Ражнатовић је постао вођа групе Делије север, ултраша ФК Црвена звезда

### Активност мафије деведесетих
Политичка нестабилност која је 1991. довела до распада Југославије избила је у велики грађански рат, у чијем су средишту били Хрвати, Срби и Бошњаци. У мају 1992. године Савезној Републици Југославији су изречене међународне санкције, Србија је постала економски изолована. То је подстакло организовани криминал, редови мафије почели су да се попуњавају међу младима. Полиција је 1992. године ухапсила организоване криминалне групе познате као „Пецина банда“, међу којима је био и Душан Спасојевић, један од оснивача Земунског клана. У октобру исте године Београдом је завладао рат банди, услед којег је убијен Александар Кнежевић Кнеле, идол младих криминалаца деведесетих година, убијен је 28. октобра 1992. године у хотелу „Хајат”, означавајући почетак крваве серије убистава на београдском асфалту. Његова смрт и дан-данас је мистерија.
Жељко Ражнатовић „Аркан”, је био командант Српске добровољачке гарде која је као паравојна фомација учествовала у југословенским ратовима на страни српских држава, а против оружаних снага Хрватске и Републике Босне и Херцеговине, као и других паравојних група. У Српској добровољачкој гарди углавном су били ново регрутовани ултраши Црвене звезде, као и обични хулигани и бандити из целе Србије. Они који су се придружили јединици профитирали су на бојним пољима пљачкањем и крађом. „Аркан” је 1993. основао Странку српског јединства, са којом је неуспешно учествовао на изборима, али је од тада постао уважена личност у очима српског криминалног подземља и неких  националистичких покрета. Његова супруга постала је позната српска певачица Светлана Ражнатовић „Цеца“.
Скоро да нико од мафије није процесуиран у бившој СФРЈ, што је довело до гласина о покровитељству политичара: тадашњи шеф тајне полиције комунистичке Југославије министар унутрашњих послова био је Стане Доланц, блиски сарадник Тита, користио је услуге мафије да елиминише политичке противнике СФРЈ. Ражнатовић је за полицију радио као убица, а вероватно је по задатку и одлазио у западну Европу. Посао му је био да врши атентате над терористима, политичким емигрантима и противницима владајућег политичког режима. Деведесетих година мафија се значајно обогатила шверцом алкохола, цигарета и нафте: један од најбогатијих људи био је Станко Суботић под надимком „Цане“ . Богатство Суботића процењује се око 650 милиона евра. Након што је Слободан Милошевић сишао са власти, Суботић је успоставио везе са председником Црне Горе Милом Ђукановићем, поставши један од његових поверљивих пријатеља.
Од 1994. до 2000. српски и италијански мафијаши били су умешани у илегалну продају цигарета у Италији Већину чланова мафије чинили су бивши учесници ратова, који иначе нису могли да зарађују за живот. Деведесетих година мафија је починила злочине попут наручених убистава, отмица, трговина дрогом и дуваном, пљачке и рације, прање новца, рекетирање и продаја пиратског софтвера. 1998. године на српско-бугарској граници заплењена је рекордна пошиљка хероина од 350 kg.

### Мафија почетком 2000-их
Жељко Ражнатовић „Аркан” је убијен 15. јануара 2000. године, у предворју хотела Континентал у Београду. Касније је ово довело до новог налета насиља и новог рата између криминалних група у Београду. Те године укупан промет сиве економије у Југославији премашио је 841 милион евра; у земљи је цветала проституција, која је укључивала девојке које су се доселиле из Русије, Украјине и Белорусије. Према информацијама министра унутрашњих послова Савезна Република Југославија Душана Михајловића, многи криминални ауторитети уживали су покровитељство Слободана Милошевића и његовог сина Марка Милошевића, у замену за политичку подршку, али су изгубили подршку након уклањања Милошевића.
Дана 5. октобра 2000, Петооктобарски протести довели су до свргавања Слободана Милошевића са власти. Уочи савезних избора 2000. године помињало се да би Иван Стамболић могао да иступи као против-кандидат Милошевићу за председника СРЈ, и од тада је нетрагом нестао. Стамболић је 25. августа 2000. године киднапован за време рекреације на Кошутњаку, од стране припадника Јединице за специјалне операције МУП-а Србије. Посмртни остаци Стамболића пронађени су 28. марта 2003. године на Фрушкој гори. Убијен је истог дана када је отет од стране припадника Јединице за специјалне операције МУП-а Србије. Сахрана је обављена 8. априла на Топчидерском гробљу уз све државне почасти на инсистирање Владе Србије.

### Атентат на Зорана Ђинђића
Србија је била шокирана 12. марта 2003. године, вешћу да је испред зграде Владе снајпериста убио премијера Зорана Ђинђића. За извршиоце убиства одмах су осумњичени припадници криминалног Земунског клана, и уведено је ванредно стање, које је трајало до 22. априла. У полицијској акцији Сабља, ухапшено је 11.665 особа, међу којима је било партијских функционера бившег режима, високих војних официра, носилаца правосудних функција и естрадних звезда, а неки од њих су провели одређено време у притвору. Током операције, затворена су многа приватна предузећа у власништву мафије. Осумњичени као главни у организовању убиства премијера били су некадашњи командант распуштене Јединице за специјалне операције Милорад Улемек Легија и припадници земунског клана, који су убијени у полицијској акцији, Душан Спасојевић Шиптар и Миле Луковић Кум. У акцији "Сабља" ухапшен је непосредни извршилац убиства Звездан Јовановић. Августа 2003. подигнута је оптужница против 44 особе за учешће у организовању убиства, суђење је трајало од децембра 2003. година а маја 2007. године проглашени су кривим и осуђени на вишегодишње затворске казне. Легија се скривао 14 месеци, предао се маја 2004. године и осуђен је на 40 година затвора, колико је добио и Звездан Јовановић. Према сведочењу сведока, Јовановић и Улемек су сматрали премијера Зорана Ђинђића кривим за изручење српских команданата Међународном суду за бившу Југославију, а такође су га оптуживали за везе са супротстављеном криминалном групом коју су назвали Сурчински клан, која је наводно била заинтересована за свргавање Милошевића и била у непријатељству са Земунским кланом.

### Друга половина 2000-их
Статистике су 2005. године утврдиле да је због организованог криминала и процвата сиве економије буџету Србије недостајало 7,5 милиона српских динара дневно и 200 милиона евра годишње. 2006. године испоставило се да је шеф земунске злочиначке групе Душан Спасојевић обавестио лидера Српске радикалне странке Војислава Шешеља о убиствима високих српских званичника, о чему је Шешељ касније писао. У јануару 2009. године, српски министар унутрашњих послова Ивица Дачић известио је да у Србији постоји између 30 и 40 великих организованих криминалних група које су умешане у шверц дроге и оружја, отмицу и продају људи у ропство, убиства и рекет.
У јесен 2009. српска полиција задала је ударац нарко мафији у оквиру велике акције „Балкански ратник“: 22. септембра ухапшен је члан банде Дарко Елез, једна од најопаснијих банди на западном Балкану, пет мушкараца предвођених Елезом задржано је у Србији, још 13 особа је ухваћено у Босни и Херцеговини (укључујући три полицајца). 17. октобра полиција је запленила 2,8 тона кокаина у вредности од 120 милиона евра, који је стигао из Уругваја, БИА и америчка ДЕА извршиле су заједничку операцију. 31. октобра, 500 људи је ухапшено током велике рације против зависника, коју је планирало српско Министарство унутрашњих послова. 2000 полицајаца извршило је масовне претресе у основним и средњим школама, клубовима и кафићима.
У новембру исте године, аргентинска полиција задржала је пет српских кријумчара дроге у Буенос Аиресу, код којих је пронађено 492 kg кокаина једне од највећих пошиљки пресретнуте 2009. године у Београду су ухапшене још четири особе и одузето им је 5 kg кокаина из Парагваја. Истрага је утврдила да су дроге из Уругваја и Аргентине долазиле у Јужну Африку, одатле у северну Италију или Турску, а затим у Црну Гору. Према резултатима истрага, форензичари су установили да у Србији 10 хиљада војника оружаних снага на овај или онај начин сарађује са пет водећих организованих криминалних група у Србији, укључујући и Земунску криминалну групу коју предводи Жељко Вујановић који се терети за тешка кривична дела у вези са шверцом дроге, коју је, како се сумња, организовала „пљеваљска група” на челу са Шарићем. Вујановић је, иначе, блиски рођак осумњиченог Дарка Шарића, а у ноћном клубу „Казина” је радио као менаџер. У децембру је у београдском стану, који је изнајмио грађанин Црне Горе, пронађено 21 kg хероина (вредног 1,5 милиона долара), који је стигао из Турске. Као резултат провера, министар унутрашњих послова Ивица Дачић изјавио је да су на челу половине спортских клубова у Србији особе повезане са криминалним светом.
Према резултатима рада у 2009. години, полиција је открила 7 од 27 постојећих организованих криминалних група, од којих се свака састојала од 200 људи. Полиција је ухапсила 86 особа, а против земунске банде покренут је кривични поступак: Земунци оптужени за серију наручених убистава тврдили су да Војислав Шешељ на тај начин покушава да „утиче“ на новог председника СРС Томислава Николића.

### Мафија почетком 2010-их
У јануару 2010. године закључен је незаконит посао продаје 81 хиљаде квадратних метара земљишта: посао је склопљен у седишту Земунске криминалне групе у београдском округу Земун, у кући у Шилеровој улици. До 21. јануара, током наставка акције „Балкански ратник”, идентификовано је 19 осумњичених (9 у притвору), укључујући Дарка Шарића и Горана Соковића. Истог дана ухапшено је још 8 људи (укључујући и српског полицајца) који су се две године бавили крађом нафте, продавао НИС, и од тога зарадили неколико стотина хиљада долара. Низ хапшења довео је до тога да су 10. фебруара 2010. године српској власти објављене бројне претње од мафије председнику земље Борису Тадићу, министру унутрашњих послова Ивици Дачићу, специјалном тужиоцу за организовани криминал Миљку Радисављевићу и другим високим званичницима.
У Београду, је 18. фебруара ухапшена банда од шест мушкараца који су од 2008. године украли више од 10 милиона динара из банака, пошта, бензинских пумпи, мењачница и продавница. Сутрадан, је Министар унутрашњих послова Ивица Дачић рекао је да је ухапшено 50 људи који су се бавили не само крађом великих сума новца, већ и прањем новца: то су били из Београда, Шапца, Ваљева, Новог Сада, Сремске Митровице, Чачка и Сомбора. 11. марта ухапшена је једна од високих личности српског подземља, која је превозила 1,2 kg хероина ради препродаје у Јагодини, а 19. марта Борис Тадић је званично објавио да објављује свеопшти рат против српске мафије, укључујући и дилере дроге, као опасне претње које су се инфилтрирале у владу и покушавају да је дестабилизују. Према Тадићу, нарко-босови се баве прањем новца, стављајући их у развој туризма, фабрика и медија. 28. марта ухапшена су још двојица босанских Срба који су били умешани у трговину дрогом: људи из Новог Пазара носили су 1,7 kg кокаина из перуанске Лиме, где су боравили месец дана, летећи тамо из Београда. На аеродрому у Загребу обојица су задржани: према полицији, цена задржане „робе” према хрватским стандардима износила је 70 хиљада евра.
Истрага у случају Дарка Шарића довела је до неочекиваних резултата. Све је почело када је предузетник Станко Суботић „Цане”, којег називају „краљем дуванске мафије”, оптужио је Небојшу Медојевића, шефа црногорског Покрета за промене, за планирање покушаја атентата: да се Шарић и Суботић крију у хотелу „Јелика” на Жабљаку. наводно да се скривао у својој вили и планирао заверу, иако је Суботић рекао да живи у Женеви. У априлу се испоставило да ће Шарић заиста предузети серију покушаја атентата, али против високих званичника земље, укључујући и председника: истражитељи су дешифровали преписку криминалаца скривену у новинама и открили да су истовремено планирали напад на челнике Министарства унутрашњих послова, полиције и српске владе, означене као кривце за подривање српске мафије у Србији и Црној Гори.
Даљи резултати показали су да је Шарић у периоду 2008-2009. Године продајом опојних супстанци подривао положај италијанске групе Ндрангета, нудећи потенцијалним купцима бољу цену за супстанце снабдевене из Јужне Америке. У Италији је ухапшено 80 људи и откривене су две мреже: италијанска (мафија из Милана и северне Италије) и српска (Србија, Црна Гора и Словенија), које су трговале дрогом у Европи и Јужној Америци. То је довело до чињенице да су у Боливији убијена тројица Срба који су радили за локалног наркобоса, а њега самог су отеле непознате особе и киднаповале. Српске обавештајне службе су 2013. године објавиле да мафија, на челу са Родољубом Радуловићем (Миша Банана), припрема покушај убиства премијера Ивице Дачића, који је планирао међународну посету: према њиховим речима, мафија је желела да постави пад авиона. Сам Дачић негирао је гласине да иза тога стоје неки политички кругови, рекавши да је српска влада стабилна.

### Мафија почетком 2020-их
Беливук клан припадници клана Вељка Беливука и Марка Миљковића познатији као Веља Невоља говори о томе да је ова организована криминална група била спремна за сарадњу али и обрачун са државом. Беливук је широј јавности постао познат 2016. године после напада на Божу Кумбуровића и Небојшу Петковића, чланове обезбеђења директора ФК Партизан Милоша Вазуре. Министар унутрашњих послова Александар Вулин поручио је јавности да не дозвољава никоме да покушава да релативизује оно што је пронађено и што се открива и да нико то не покушава да представи као политички или навијачки обрачун. Ово је обрачун са најозбиљнијом организованом криминалном групом од „земунског клана“. Ово је обрачун са људима који су на најмонструознији начин убијали друге људе, ово је обрачун са људима који су имали такву количину оружја и експлозива, да су могли да поведу прави сукоб са државом.

## Криминалне групације
- Новобеоградски клан: Изузетно организована криминална група у коју је могло да се уђе само ако су „кандидати“ имали већ почињено убиство или покушај убиства, деведесетих се сматрала једном од најопаснијих. На челу ове групе је момак из једног од савских блокова који се спомиње у „Белој књизи“ МУП-а Србије.[48]
- Сурчински клан: Зоран Шијан је био први човек „Сурчинаца“, његов главни члан Љубиша Буха звани „Чуме“ некада најбоље организована криминална група у Србији бавили су се крађом аутомобила, шверцом бензина и цигарета, као и дрогом. Имали су везе са полицијским званичницима, судијама и политичарима све док нису поражени током полицијске акције Сабља.[49]
- Земунски клан: Настао је у београдској општини Земун, где је у то време велики криминални кредибилитет имао Сурчински клан. Клан је у почетку имао два члана то су били Душан Спасојевић звани „Шиптар“ и Миле Луковић звани „Кум“. Постојала је од 1990. године, бавила се трговином дрогом и убијањем по уговору, пре полицијске акције Сабља имала је везе са полицијом, судом и политиком.
- Вождовачки клан: Главни извор нелегалне зараде трговина дрогом, рекетирање власника локала, грађевинских предузимача. Шеф вождовачке криминалне групе био је Горан Вуковић, звани „Мајмун“.
- Звездарски клан: Клан је значајно ослабљен после убиства Средоја Шљукића Шљуке 2002. године. Тада су се, наводно, повукли и консолидовали своје редове, желећи да наставе старе послове.
- Дорћолски клан: На Дорћолу делују чак три организоване групе које се баве препродајом дроге, али и другим уносним криминалним пословима.[50]
- Раковички клан: На списку делатности клана налазе се убиства, отмице, изнуде, и диловање дроге, са вођом Небојшом Стојковићем Стојкетом. Ова екипа важи за једну од најмногобројнијих и најбруталнијих на београдском асфалту.
- Нарко-банда Дарка Шарића: Припадници те злочиначке организације су тражени на међународном нивоу због своје опасне природе и злочина повезаних са дрогом. Шарић у Специјалном суду осуђен на 15 година затвора због трговине наркотицима.[51]
- Беливук клан: Беливук је широј јавности постао познат 2016. године после напада на Божу Кумбуровића и Небојшу Петковића, чланове обезбеђења директора ФК Партизан Милоша Вазуре.[52]

## Вође банди и запажени чланови
Владавина Слободана Милошевића представљала је врхунац моћи српског организованог криминала, када су се мафијаши и владини званичници испреплетали. Улога неколико београдских гангстера описана је у документарном филму Видимо се у читуљи.
| Име надимак                               | Рођен/умро | Инфо дешавања |
| ----------------------------------------- | ---------- | --- |
| Стеван Марковић                           | 1937-1968  | Пронађен је мртав, на депонији у Паризу у октобру 1968. године. Био је телохранитељ Ален Делона Случај није решен, за смрт су оптужени Делон и његов пријатељ Франсоa Маркантони, гангстер са Корзике. Међу осумњиченима се помињао и председник Француске Жорж Помпидуа. |
| Новица Живковић (Радиша Јовановић) (Стив) | 1954-1984  | Заједно са Бруном Сулаком, сматран је једним од најтраженијих бандита у Француској и Европи 1980-их, извршио је пљачке у Кану, Ници, Монаку, Паризу и Лиону. Убијен у пуцњави са полицијским специјалцима док је покушавао да ослободи Сулака. Претходници банде Пинк пантери. |
| Ранко Рубежић (Дач Шулц)                  | 1951-1985  | У свему је имитирао „Дач Шулца“, чувеног чикашког мафијаша. Четворица његових потчињених криминалаца, Мирослав „Вуја“ Вуишић, Драган „Дадилиа“ Поповић, Борис Петков и Бојан Петровић пуцали су у њега, 19. фебруара 1985. Био је први криминалац у београдском подземљу који је убијен у заседи (сачекуши), његово убиство изазвало је медијску помаму у комунистичкој Југославији. |
| Љубомир Магаш (Љубо Земунац)              | 1948-1986  | Аматерски боксер уличних борби који се борио са бандом седамдесетих и осамдесетих година у Немачкој. Убио га је Горан Вуковић звани Мајмун испред окружног суда у Франкфурту. |
| Ђорђе Божовић Гишка                       | 1955-1991  | Власник клуба Амадеус, био је српски и југословенски криминалац, спортиста и оснивач Српске гарде, паравојне формације Српског покрета обнове. Гишка је убијен под неразјашњеним околностима у околини Госпића 15. септембра 1991, током борбе. |
| Бранислав Матић Бели                      | 1952-1991  | Контроверзни бизнисмен, који је заједно са Ђорђем Божовићем Гишком био оснивач Српске гарде, паравојне формације Српског покрета обнове. Матић је убијен 4. августа 1991. године, испред своје куће у Улици Милана Распоповића бр. 3 на Вождовцу. |
| Александар Кнежевић Кнеле                 | 1971-1992  | Члан Вождовачког клана, припадник Српске гарде и велики пријатељ Ђорђа Божовића Гишке. Радио је као телохранитељ Вука Драшковића. Убијен је 28. октобра 1992. у београдском хотелу „Хајат” у соби 331. Његова смрт и дан-данас је мистерија. |
| Георг Жорж Станковић                      | 1947-1993  | Био је српски боксер, познати београдски гангстер старије генерације. Убијен је испред тржног центра „Меркатор” на Новом Београду 1. октобра 1993. године. Жорж, је био власник неколико локала с билијар клубовима и покер апаратима. |
| Горан Вуковић (Мајмун)                    | 1959-1994  | Један од оснивача „клана Вождовац“ углед у српском подземљу стекао је након ликвидације Љубе Земунца у Франкфурту. Убијен 12. децембра 1994. године, у класичној сачекуши у центру Београда. |
| Михајло Дивац (Диле)                      | 1967-1995  | Предводио је новобеоградски клан и убрзо постао председник ФК Бежанија, бивши боксер преживео је серију покушаја атентата, у њега је пуцао Лука Бојовић. Убијен је после краће дискусије са бившим боксером Радованом Радусиновићем у пуцњави 12. фебруара 1995. испред хотела „Путник“. |
| Божидар Станковић Батица                  | 1969-1996  | 23. јун 1996 — испред кафића „Даша”, у улици Народних хероја убијен Божидар Станковић звани „Батица” и његов друг Бранислав Милутиновић (1972—1996). Убиство је починио један починилац, који није пронађен. Убијени Батица био је син Георга Станковића, а у београдском подземљу се сматрало да иза његовог убиства стоји Миливоје Матовић звани „Миша Кобра”. |
| Зоран Димитров Жућа                       | 1966-1996  | 6. октобар 1996. — убијен је Зоран Димитров звани „Жућа”, криминалац и члан Вождовачког клана. Посебно је био близак са покојним Гораном Вуковићем Мајмуном, који је био вођа Вождовачког клана. Пре убиства Димитров је неколико пута био мета атентатора. |
| Раде Ћалдовић (Ћента)                     | 1950-1997  | Осуђиван је за изнуду новца, уцене, тешко разбојништво и крађу, а био је оптуживан и за кривично дело силовања. Убијен у је ноћи 14/15. фебруар 1997. године. Непознати убица га је кроз бочно стакло изрешетао аутоматским оружјем док је седео у свом возилу, у Француској улици у Београду. |
| Дарко Ашанин                              | 1959-1998  | Умешан је у трговину дрогом и убиства. Нећак министра одбране Југославије, Павла Булатовића. Ашанин је био боксер и власник неколико казина; убијен је 1. јула 1998 — у клубу „Легат”. |
| Драган Угарковић (Угар)                   | 1964-1999  | Земунски криминалац. |
| Зоран Шијан                               | 1964-1999  | Репрезентативац Југославије Европски шампион у кик-боксу и вођа Сурчинског клана, супруг српске турбо-фолк певачице Гоце Божиновске. 27. новембар 1999 — у центру Београда, на раскрсници улице Светозара Марковића и Немањине убијен је из возила у покрету, док је у свом аутомобилу, марке мерцедес чекао зелено светло на семафору. Убице никада нису пронађене. |
| Жељко Ражнатовић Аркан                    | 1952-2000  | Једна од најпознатијих личности српске мафије, командант Српске добровољачке гарде, оснивач и први председник Странке српског јединства (1993—2000) и председник ФК Обилић (1996-1998). Убијен је 15. јануара 2000. године, у хотелу Интерконтинентал у Београду. |
| Бранислав Лаиновић Дуги                   | 1955-2000  | Криминалац и бивши командант „Српске гарде”, паравојне формације Српског покрета обнове. убијен je 20. март 2000 — испред хотела „Србија”, у Устаничкој улици, на Вождовцу. Убица, никада није пронађен, убио је Лаиновића испред трафике док је разговарао мобилним телефоном. |
| Радослав Трлајић (Бата Трлаја)            | 1963-2000  | СР Југославију је назвао „малом баром пуном крокодила“. Један од вођа мафије бежанијског клана и члан новобеоградског клана. Пре убиства одвијао се готово филмски обрачун између Трлајића и његових убица, који су се сусрели на раскрсници Улице Јурија Гагарина и Др Ивана Рибара, а после јурњаве колима, уз пуцање, Трлајић се дао у бекство ка једном улазу, испред кога је убијен. Убијен 25. фебруара 2000. године, на Новом Београду. Убице никада нису пронађене. |
| Зоран Давидовић (Ћанда)                   | 1972-2000  | Криминалац и члан вождовачког клана. Код укључења на ауто-пут „Београд-Загреб”, код пумпе „Змај” у свом аутомобилу марке „Ауди” убијени је 23. март 2000. Давидовић и његов пријатељ Иван Стојановић (1971—2000), изрешетани су из аутомобила у покрету, када су се враћали из Новог Сада, са сахране раније убијеног Бранислава Лаиновића. Давидовић је тадашњој јавности био познат као дечко певачице Јелене Карлеуше. Убице никада нису пронађене. |
| Миливоје Матовић (Миша Кобра)             | 1955-2003  | Емигрирао је из Југославије у Аустралију 1986. године, отворио серију казина. Почетком 90-их Миша Кобра имао је сукоб са Жоржом Станковић јер је малтретирао Мишиног млађег брата Брацу. Када је Миша упозорио Жоржа да не дира брата због коцкарских дугова, које ће платити, Станковић је послао сина Батицу у Аустралију да прети. Мишин пријатељ и вицешампион у боксу, Божа Цветић, испричао је: Батица је потезао на нас пиштољ, бацио сам га преко стола на улицу и након тога Батица је депортован у Србију. У међувремену, Мишин брат Браца је убијен, а убијен је и Жорж Станковић 1993. Три године касније убијен је и Батица Станковић, али тада је Јовица Циганин напао Мишу Кобру. |
| Душан Спасојевић (Шиптар и Дућа)          | 1968-2003  | Шеф земунског клана криминалне групе која је од 2000. до 2003. била главна у подземљу Србије. Верује се да је саучесник покушај атентата на Зорана Ђинђића. Спасојевић и Миле Луковић крили су се све до 27. марта 2003. године, када их је полиција пронашла и усмртила, према званичној верзији, јер су они први "припуцали" на полицију. Иако је ова верзија приче потврђена, постоје такође приче и да су Спасојевић и Луковић брутално претучени, а затим стрељани. |
| Миле Луковић Кум                          | 1969-2003  | Шеф земунског клана криминалне групе, верује се да је саучесник покушаја атентата на Зорана Ђинђића. Луковић и Спасојевић крили су се до 27. марта 2003. године, када их је полиција пронашла и усмртила, постоје приче да су брутално претучени, а затим стрељани. |
| Бошко Радоњић (The Yugo)                  | 1943-2011  | Кум српске мафије у Сједињеним Државама. Једна од најконтроверзнијих фигура српске емиграције у Америци седамдесетих и осамдесетих година, у Београду, где је живео од 1990. године. Радоњић, је после кратке болести у 68. години, преминуо на Војномедицинској академији у Београду 31. маја 2011. |
| Раде Ракоњац                              | 1962-2014  | Некадашњи телохранитељ и гардиста Жељка Ражнатовића Аркана, али и блиски пријатељ вође земунског клана Луке Бојовића, убијен је 02.04.2014 око подне у кафићу „Марики“ у Београду, док су Стојан Новаковић Цопе такође Арканов пријатељ и спортски менаџер и бивши кошаркаш Горан Ристановић теже рањени. Он је у Аркановој Српској добровољачкој гарди имао чин пуковника, а према писању медија означен је као особа блиска Луки Бојовићу. Његово име помиње се и у плавој и у белој књизи о криминалним клановима црногорске и српске полиције. |
| Станко Суботић (Цане)                     | 1959-      | Суботић је широј јавности Србије постао познат тек 2001. године када га је, у серији политички наручених текстова, загребачки недељник „Национал“ оптужио да је заједно са црногорским председником Милом Ђукановићем и водећим опозиционим лидером у Србији Зораном Ђинђићем, у другој половини деведесетих година наводно шверцовао цигарете. |
| Кристијан Голубовић (Кики)                | 1969-      | Један од ретких преживелих после ратова српских банди из 1990-их, српски је криминалац и телевизијска личност. Од септембра 2020. године ушао је у четврту сезону ријалитија Задруга. |
| Милорад Улемек (Легија)                   | 1968-      | Служио у редовима Српске добровољачке гарде, командант Црвених беретки, организатор Атентата на Зорана Ђинђића, што је касније на суђењу и доказано. Многи њени чланови су након атентата оптужени за најтежа криминална дела, убиства, отмице, разбојништва, а неки од њих су и осуђени. |
| Милош Симовић                             | 1979-      | Члан земунске банде, саучесник Покушај атентата на Зорана Ђинђића |
| Лука Бојовић (Пекар)                      | 1973-      | Заменик Жељка Ражнатовића за команданта Српска добровољачка гарда |
| Владимир Милисављевић (Влада Будала)      | 1976-      | Члан земунског клана, саучесник у Покушај атентата на Зорана Ђинђића. Приликом хапшења полиција је пронашла више од пола милиона евра, оружје, дрогу, опрему за узгајање марихуане и фалсификоване путне исправе које су биле скривене у изнајмљеним становима. |
| Сретен Јоцић (Јоца Амстердама)            | 1962-      | Најпознатији мафијаш из Холандије, увозио је кокаин из Колумбије. Радио је за Дују Бећировића у подземљу Београда, а шеф је постао након убиства које му је наредио Бруинсма, Клас. Ухапшен 2002. године у Бугарској. Са криминалном групом Сурчински клан плијенио је компаније. Оптужен за убиство Иве Пуканића, аутомобил-бомба 2008. године у Загребу. |
| Дарко Шарић                               | 1969-      | Вођа моћне банде која је кокаин доносила из Јужне Америке преко Балкана, у западну Европу. Након вишегодишњег бекства, као организатор криминалне групе која је „опрала” више од 20 милиона евра, проглашен је кривим јер је „прљав” новац од шверца кокаина инвестирао у легалне токове. |
| Вељкo Беливук                             | 1985-      | Оснивач криминалне организације Беливук клан познатији као Веља Невоља говори о томе да је ова криминална група била спремна за обрачун са државом. Беливук је широј јавности постао познат 2016. године после напада на Божу Кумбуровића и Небојшу Петковића, чланове обезбеђења директора ФК Партизан Милоша Вазуре. |
| Марко Миљковић                            | 1989-      | Помоћник Веље Невоље жртви сјекао на живо уши и нос, све снимљено мобилним, припадник криминалне организације Беливук клан Марко Миљковић, десна рука Беливука, званог Веља Невоља, сумњичи се да је у банди био главни за ликвидације и монструозна мучења противника. |
| Дарко Елез                                | 1980-      | Осумњичени је вишеструки повратник у извршењу најтежих кривичних дела, ухапшен у Београду у децембру 2020. године, за тешка кривична дела организовани криминал - убиство Синише Миличевића Тигра у Источном Сарајеву, покушај убиства две особе у Бијељини и изнуда, почињена од 2015. до 2019. године. |
| Атентати и повезани људи                  |            | |
| Клаас Бруинсма (нарко-бос)                | 1953-1991  | Умешан у убиство београдског наркобоса Дује, за које је 27. јуна 1991. године пуцао Мартин Хоагланд, полицајац којег је ангажовао Јоца Амстердам |
| Радоица Никчевић                          | 1948-1993  | Сарађивао са Служба државне безбедности Југославије и помагао Жељку Ражнатовићу. Сумња се да има везе са Меделлин Друг Цартел. Убијен 7. октобра 1993. |
| Радислава Вујасиновић (Дада)              | 1964-1994  | Радила је за часопис „Дуга“, у својим чланцима критиковала кривичне ауторитете. Пронађен мртав 8. априла 1994. Званична верзија смрти је самоубиство. Иако јавност тврди да је дошло до убиства са предумишљајем, није пронађен ниједан осумњичени |
| Радован Стојичић Баџа                     | 1951-1997  | Генерал српске полиције, начелник Службе јавне безбедности и заменик министра унутрашњих послова Србије. Убијен је 11. априла 1997. године, у ресторану Мама Миа у Београду. Његово убиство и дан-данас није расветљено. |
| Владан Ковачевић „Влада Треф”             | 1958-1997  | Убијен 20. фебруара 1997. Бизнисмен, бивши аутотркач и пријатељ Марка Милошевића. |
| Маја Павић                                | 1972-1997  | Новинарка ТВ Пинк. Убијена са својим дечком Радетом Ћалдовићем 14. фебруара 1997. године; гангстери су је упуцали у аутомобилу у Француској улици, у центру Београда. |
| Зоран Тодоровић Кундак                    | 1959-1997  | Генерални директор „Беопетрола”, сувласнике фирме „Тим трејд” и генерални секретар Југословенске левице (ЈУЛ). 24. октобар 1997 — убијен је испред зграде грађевинског предузећа „Напред”. |
| Славко Ћурувија                           | 1949-1999  | Оснивач листова „Недељни телеграф“, „Дневни телеграф“ и „Европљанин“. Убијен је на Ускрс 1999. године, током НАТО бомбардовања Србије након сукоба са влашћу Слободана Милошевића због неслагања око извештавања о рату на Косову и Метохији. |
| Дандо Јил                                 | 1961-1999  | ТВ водитељка ББЦ-а ради више од 14 година. Пуцао је атентатор из Југославије испред њене куће у Фулхаме |
| Зоран Сколе Ускоковић                     | 1963-2000  | Убили су је 27. априла 2000. разбојници из земунске групе |
| Бранислав Дуги Лаиновић                   | 1955-2000  | Предузетник из Новог Сада а, убијен 21. марта 2000. Милош Симовић из земунске групе |
| Момир Гавриловић                          | 1959-2001  | Убио га је Милорад Улемек из политичких разлога 2001. године: Улемек је желео да убеди јавност да је Зоран Ђинђић умешан у смрт, плашећи се да ће открити своје везе са подземљем. На месту смрти пронађени су трагови ДНК атентатора на Земунске Сретко Калиницха |
| Смаил Тарић                               | 1981-2008  | Ухапшени Велибор Бакић и Милош Рашић из беранске криминалне групе, као мотив убиства наведена је Бакићева сумња да га је Тарић пријавио полицији за недозвољено држање два пиштоља, због чега је он био у притвору. Бакић осуђен је на 15 година затвора због убиства, Рашић је ослобођен оптужби због недостатка доказа. |
| Данило Радонић                            | 1948-2011  | Године 1985. Андрија „Лаки“ Лаконич је покушао атентат на њега у једном београдском ресторану. 6. септембра 2011. године атентатора га убио и убио |
| Бошко Раичевић                            | 1971-2012  | Саучесник Андрије Драшковића из организоване криминалне групе, пореклом из Црне Горе, за чије име се везују одређени сумњиви послови и рођачке везе са Драшковићем, осуђеним за убиство Сурчинца Зорана Плећића Плеће 1998. године. |
| Радојица Јоксовић (Јокса)                 | 1980-2012  | Блиски рођак Небојше Јоксовића, заштићеног сведока у случају против Дарка Шарића, убијен је у свом аутомобилу експлодирала бомба подметнута испод његовог "аудија А6". |
| Никола Бојовић                            | 1974-2013  | Млађи брат Луке Бојовића, једног од вођа земунске клана. Убијен од стране уговорног убице 29. априла 2013 |
| Војислав Станимирович                     | 1937       | Учесник пљачке Вилла Визцаиа 1971. Дошао у Сједињене Државе 1962. године, био је члан банде ИАХС и групе Пинк Пантхерс |
| Павле Станимировић                        | 1972       | Син Војислава Станимировича био је сигуран крекер и опљачкао златаре. Завршио је у затвору, након пуштања раскинуо је са подземљем. Живи у Мајамију, сада је писац и ТВ и радио водитељ |

## Активност ван Србије
Међународна мрежа крадљивци накита једна од најпознатијих српских банди Пинк пантери бавили су се пљачком разних салона и продавница, док су методама извршавања задатака приступали на прилично неконвенционалан начин, што су чак и криминолози. признавали, одговорни су за неке од најсмелијих крађа у криминалној историји.
Они су циљали неколико земаља и континената, а међу њихове крађе укључују и најуспешнију јапанску пљачку икада. Интерпол процењује да су Пинк пантери украли робу вредну најмање 130 милиона америчких долара у Дубаи, Швајцарској, Јапану, Француској, Немачкој, Луксембургу и Монаку. Према истрази, 9. децембра 2008. опљачкали су салонски накит Хари Винстон у Паризу, извадивши накит вредан више од 80 милиона евра; до маја 2010. године, количина плена износила је 250 милиона евра.

### Аустралија
Први српски мафијашки клан формиран је седамдесетих година 20. века од југословенских емиграната који су поседовали 15 кафана у Сиднеју, Вулонгонгу и Мелбурну. Миливоје Матовић звани „Миша Кобра” био је одличан покераш, у Аустралију је стигао 1986. и неко време радио као таксиста, али се врло брзо, захваљујући покеру подигао доста високо и постао један од водећих људи у подземљу. Миша Кобра је почетком 90-их имао сукоб са Жоржом Станковићем због тога што је овај малтретирао Мишиног млађег брата Брацу. Када је Миша упозорио Жоржа да му не дира брата због коцкарских дугова, које ће он да подмири, Станковић је у Аустралију послао свог сина Батицу да прети.
Медији су тада нашли мотив у сукобу Матовића са Станковићем и његовим сином Батицом, јер су покушали да га рекетирају у Сиднеју. Али, ова прича је касније демантована. Испред тржног центра „Меркатор” у Булевару Лењина, на Новом Београду убијен је Георг Жорж Станковић (1947—1993), власник неколико локала са билијар клубовима и покер апаратима. Убиство су извршила два атентатора, која никада нису откривена. У београдском подземљу сматрало се да је ово убиство освета Миливоја Матовића званог „Миша Кобра” Жоржовом сину Божидару Батици Станковићу за убиство његовог брата. Када је Миливоје Матовић убијен 2003. сви аустралијски медији су неколико дана писали о томе као о обрачуну у српском подземљу у Сиднеју.
Испоставило се 2005. године да се око 20 представника земунске криминалне групе скривало у Аустралији. Боксер Божидар Цветић, на кога је извршен атентат 2002. године, почео је да ради као избацивач у једном од аустралијских клубова и у интервјуу је рекао да му је аустралијска полиција показала фотографије око 150 српских бандита који делују у Аустралији. У мају 2007. аустралијска полиција објавила је да су тинејџери из српске заједнице регрутовани у мотоцикл-банде.

### Аустрија
Српска мафија активна је у Аустрији од 1970-их. Беч је био дом многих српских мафијаша. Вељко Кривокапић се састао са својим бившим саучесником Љубом Земунцем, где је између њих избила туча, у кафеу „Хауп трост” у Бечу 27. октобра 1978. године, тројица нападача су насрнула на Кривокапића, при чему су га двојица држала за руке, док га је трећи из све снаге пуном флашом вина ударио у главу од чега је Кривокапић преминуо. Оперативним радом полиције, од отиска прстију са флаше утврђено је да припадају једном од најближих сарадника Љубе Земунца Радету Ћалдовићу кога је Кривокапић четири године раније ранио у обрачуну у Немачкој, за убиство је био осумњичен и Магаш. Пинк пантери су такође деловали у Аустрији.
У неким деловима аустријске метрополе доминирају криминалци са Балкана, српска мафијашка банда већ годинама шири страх и терор. Атентати, пљачке, провале, изнуда, трговина дрогом и оружјем. Осим диловања дроге у Аустрији се велики број људи са наших простора бави и подвођењем, такође, Беч је и станица за украдене аутомобиле из земаља западне Европе. 1992. године, криминална група из Смедерева успела је чак да компромитује и шефа бечке полиције који је био задужен за дрогу. Српска мафија била је главни оператер трговине дрогом и шверца цигарета у Аустрији 2004. године.

### Белгија
Из идеолошких и политичких разлога, српски и албански мафијаши водили су необјављени рат: Срби су сумњали да Албанци подржавају косовски сепаратизам. Веселин Вукотић (Веско) је у Белгији био у притвору због сумњи да је по налогу савезног ДБ-а бивше СФРЈ у Бриселу убио сарадника ЦИА Енвер Хадриа, који је некада радио за југословенски ДБ, али и за совјетски КГБ.
 Политичког емигранта косовских Албанаца, организатора протеста у бившој Југославији. Енвера убила је 25. фебруара 1990. године, у Бриселу криминална група у којој су били Вукотић, Андрија Лаконић (Лаки) и Дарко Ашанин. Верује се да су сва тројица деловала по дојави УДБЕ (југословенских специјалних служби), а ову верзију подржава и штампа. Ашанин је као починилац убиства ухапшен 1994. године у Грчкој.
Белгијска полиција је 2018. године, ухапсила српског фудбалског менаџера Дејана Вељковића, заједно са Иваном Леком тренером ФК Клуб Бриж, због сумње да су намештали утакмице, прали новац и корупцију.

### Босна и Херцеговина
Српска мафија је највећа организована криминална група у Босни и Херцеговини која дјелује изван Републике Српске. Такозвани „Земунски клан” је активан у Босни. Дарко Елез, једна од мафијашких вођа, осумњичен за најтежа кривична дела, који је уливао страх грађанима Србије и Босне и Херцеговине. Елез је сурадник Вељка Беливука, оснивача криминалне организације Беливук клан познатији као Веља Невоља.
У саопштењу полиције се наводи да је ова криминална група од 2006. године на територији западног Балкана, припремала и чинила најтежа кривична дела: убиства, изнуде, уцене, разбојништва, кријумчарење и трговину наркотицима, оружјем, експлозивним направама, моторним возилима и прање новца. Елез је починио низ тешких кривичних дјела организованог криминала извршених 2015, 2017, 2018. и 2019. године. Нека од кривичних дјела за која је Елез осумњичен су и две мафијашке ликвидације – власника свадбеног салона „Родео” Синише Миличевића званог Тигар у мају 2018. године и власника ноћног клуба „Спарта” Милоша Остојића у јануару 2019. године у Источном Сарајеву. Такође, осумњичен је и за планирање и покушаје убиства на подручју Бијељине, изнуде, застрашивања и друга кривична дјела.

### Бугарска
Вођа „Земунски клан” Душан Спасојевић користио је канале за снабдевање хероином кроз Софију. 1997. године на српско-бугарској граници заплењено је 350 килограма хероина. Сретен Јоцић (звани „Јоца Амстердам”) побегао је из притвора у Холандији 1993. године; отпутовао је у Бугарску где ће наставити шверц дроге под псеудонимом „Марко Милосављевић“ (што је случајно исто име као запажени српски фудбалер). „Јоца Амстердам” ухапшен је 2002. године и изручен Холандији.
Члан земунског клана Ненад Миленковић (Миленко) ухапшен је 2003. године у одмаралишту Варна, на основу међународне потернице српске полиције након операције Сабља. Био је осумњичен за организовање најмање три убиства у Бугарској и око 20 у Србији. „Земунски клан” је успешно управљао прометом дроге из Бугарске после 2003. године, преузимајући тржиште од Сурчиног сарадника Сретена Јоцића. Хрватски убица Роберт Матанић и његове колеге ангажовани су од „Земунског клана” да убију чланове конкурентске бугарске мафије за балкански пут дроге.

### Велика Британија
Дана 2. јуна 2009. године, шест Срба је, заједно са неколико Израелаца, осуђено за кријумчарење марихуане од 12,5 тона (36 милиона фунти), под диригентском палицом израелске мафије. Марихуана је заплењена док је тегљач под израелском заставом путовао из Лараша, Мароко до Саутхемптона. Позната српска криминална група Пинк пантери такође су деловали у Лондону.

### Данска
Данска полиција недавно је признала да у овој земљи, али и у целој Скандинавији делује „југословенска мафија“. Тренутно три добро организоване мултиетничке групе, предвођене српским шефовима, стварају највише проблема полицији у Копенхагену и другим већим данским градовима. Те групе углавном шверцују оружје и увозе дрогу за данско и шведско тржиште, пре свега кокаин.
Српско-дански глумац Славко Лабовић, који је глумио Радована у филму „Дилер“, серија о српској мафији која се бавила препродавцима дроге током 1990-их у Србији. ухапшен је, заједно са братом, због поседовања илегалног оружја (напуњеног пиштоља) у Шведској. Био је директор компаније РК у Данској, илегалне компаније за коцкање у власништву Радета Котура (Шведског, краља коцкања), који је осуђен на 14 година затвора у Окружном суду у Гетеборгу за наручено убиство црногорског бизнисмена Ратка Ђокића.

### САД
Познато је учешће балканских криминалних група у Сједињеним Државама. Један од најзлогласнијих Срба који је стигао у Њујорк 1956. био је Војислав Станимировић, (звани Аца) амерички новинар рођен у Србији. Био је одговоран за пљачку Виле Визкаиа. Његов син Павле Станимировић наставио је традицију криминала у познатој групи Пинк пантери. Најпознатији је Бошко Радоњић, вођа ирско-америчке организоване криминалне групе „Вестиес“, и Лева рука шефа ЛЦН-а, Џона Готија из 1988–92.

### Словенија
Словенија је од 2004. године сведок растућег тренда трговине људима балканских организованих криминалних група. Српски организовани криминал управља шверцом цигарета и трговином оружјем.

### Финска
Трговина људима и илегална имиграција у Финској расте, а организоване српске криминалне групе управљају од 2004. године. Осам особа ухапшено је у заједничкој операцији српске и финске полиције, 4. октобра 2019. године. Финска полиција је истовремено пронашла три лабораторије за производњу марихуане на територији ове земље и у њима је ухапсила три држављанина Србије.

### Чешка
Криминалци из Србије изабрали су Праг, главни град Чешке Републике, као једно од савршених места за обављање својих прљавих послова. Град на обали Влтаве једно је од омиљених туристичких одредишта у Европи, али привлачи и друге „госте“ - чланове организованих криминалних група са Балкана. Праг се налази у „срцу“ Старог континента и идеално је место за логистичке операције „наших“ мафијаша.

## Факт и чињенице
Подаци полиције показују да организоване криминалне групе у Србији сарађују са криминалним групама у региону и „ширем окружењу“, као и да се та сарадња одвија без обзира на етничку припадност злочинаца. „Подручје Косова и Метохије има посебну улогу, што је важна тачка у трговини и шверцу наркотика и трговини и шверцу људи.
Према Интерполу, српска мафија делује у најмање 10 земаља, а Интерпол тражи 350 српских држављана који се сматрају најближим сарадницима вођа највећих злочиначких картела, а у свету су познати као „интелигентни лопови“, чије су ликвидације изведене без трага и чије пљачке имају филмске сценарије.
Светски медији све криминалне групе са територије Совјетског Савеза називају руском мафијом, тако су и мафијаши из бивше Југославије означени као Срби. „Многи медији заправо не желе да разликују Србе од Хрвата или Муслимана, па се често организоване криминалне групе и сви злочинци са овог балканског подручја у новинским извештајима називају српском мафијом".

## У популарној култури
Играни филмови
- Апсолутних сто, српски филм (2001)
- Пушер (филм) (2012)
- Клопка (филм из 2007)
- Ране (филм), српски филм (1998)
- Видимо се у читуљи, документарни филм из (1994)
- Четврти човек, српски трилер из (2007)
- У Кини једу псе (1999)
- Јужни ветар, српски филм (2018)

ТВ серија
- Земунски клан, досије (2015)
- Убице мог оца, српска је криминалистичка телевизијска серија (2016)
- Моћ (ТВ серија) (2016. сезона 3)
- Јужни ветар (ТВ серија), српска је криминалистичка телевизијска серија, наставак првог дела филма (2020)

Klan (TV serija)
Књижевност
- Прво правило (Роберт Креис, 2010)

Рачунарске игре
- Grand Theft Auto IV, акционо-авантуристичка видео игра. Главни лик је Нико Белић, српског порекла. умешан у организовани криминал.